# Wiktor Juszkiewicz
Wiktor Juszkiewicz (ur. 5 marca 1927 w Januszach, w pow. brzeskim, zm. 15 lutego 2001 w Gdańsku) – pułkownik dyplomowany Wojska Polskiego.

## Życiorys
Syn Bolesława. Absolwent Oficerskiej Szkoły Artylerii Nr 2 z 1951 oraz Akademia Sztabu Generalnego im. Gen. K. Świerczewskiego z 1975. Zajmował stanowiska dowódcze w specjalności artylerii m.in. szefa Artylerii 7 Łużyckiej Dywizji Desantowej. 8 czerwca 1981 wyznaczony na komendanta Wojskowej Komendy Uzupełnień w Gdyni. Przeniesiony do rezerwy 7 listopada 1986 na podstawie decyzji kadrowej Ministra Obrony Narodowej nr 0181 z dnia 22 września 1986. Został pochowany na Cmentarzu Garnizonowym w Gdańsku.

## Wykształcenie
- 20 września 1949 – 1 września 1951 – Oficerska Szkoła Artylerii Nr 2
- 1 grudnia 1959 – 30 września 1960 – kurs doskonalący oficerów artylerii – szczebel dywizjon;
- 1 października 1962 – 21 lipca 1966 – Akademia Sztabu Generalnego im. gen. broni Karola Świerczewskiego – kierunek artyleria naziemna – Rembertów;
- 1 października 1974 – 26 marca 1975 – Akademia Sztabu Generalnego SZ ZSRR – kierunek artyleria naziemna;
- 1954 – kurs doskonalący Oficerów Administracji;
- 13-18 grudnia 1981 – kurs doskonalący Oficerów Administracji;

## Przebieg służby wojskowej
- 2 września 1951 – 30 września 1953 – dowódca plutonu szkolnego w Oficerskiej Szkole Artylerii Nr 2
- 1 października 1953 – 21 października 1954 – p.o. dowódcy batalionu szkolnego w Oficerskiej Szkole Artylerii Nr 2
- 22 października 1954 – 27 czerwca 1957 – dowódca batalionu szkolnego w Oficerskiej Szkole Artylerii Nr 2
- 28 czerwca 1957 – 11 sierpnia 1959 – dowódca batalionu szkolnego w Oficerskiej Szkole Uzbrojenia
- 3 września 1959 – 17 grudnia 1961 – dowódca baterii w 41 pułku artylerii 23 Dywizji Piechoty
- 18 grudnia 1961 – 30 września 1962 – dowódca baterii szkolnej w 41 pułk artylerii 23 Dywizja Piechoty
- 1 września 1966 – 14 listopada 1969 – oficer sztabu 16 Kaszubskiej Dywizji Pancernej
- 15 listopada 1969 – 20 kwietnia 1970 – starszy pomocnik szefa Wydziału Operacyjno-Rozpoznawczego 7 Łużyckiej Dywizji Desantowej w Gdańsku
- 21 kwietnia 1970 – 26 listopada 1971 – starszy pomocnik szefa artylerii 7 Łużyckiej Dywizji Desantowej w Gdańsku
- 27 listopada 1971 – 6 listopada 1975 – zastępca szef artylerii 7 Łużyckiej Dywizji Desantowej w Gdańsku
- 7 listopada 1975 – 7 czerwca 1981 – szef artylerii 7 Łużyckiej Dywizji Desantowej w Gdańsku
- 8 czerwca 1981 – 9 grudnia 1986 – komendant Wojskowej Komendy Uzupełnień w Gdyni

## Awanse
- podporucznik – 1 września 1951
- porucznik – 12 października 1952
- kapitan – 22 lipca 1957
- major – 12 października 1966
- podpułkownik – 12 października 1970
- pułkownik – 12 października 1977

## Odznaczenia
- Brązowy Medal Siły Zbrojne w Służbie Ojczyzny (1956)
- Srebrny Medal Siły Zbrojne w Służbie Ojczyzny (1964)
- Złoty Medal Siły Zbrojne w Służbie Ojczyzny (1971)
- Brązowy Medal Za Zasługi dla Obronności Kraju (1968)
- Srebrny Medal Za Zasługi dla Obronności Kraju (1972)
- Złoty Medal Za Zasługi dla Obronności Kraju (1981)
- Medal 30-lecia Polski Ludowej(1974)
- Brązowy Krzyż Zasługi
- Srebrny Krzyż Zasługi
- Złoty Krzyż Zasługi (1971)
- Medal 40-lecia Polski Ludowej (1984)
- Krzyż Kawalerski Orderu Odrodzenia Polski (1978)